# حاييم شيرمان
حاييم شيرمان (بالعبرية: חיים שירמן) (19 أكتوبر 1904 – 14 يونيو 1981) عالم إسرائيلي في الشعر اليهودي الإيطالي والإسباني في القرون الوسطى.
حصل على جائزة إسرائيل في مجال الدراسات اليهودية في عام 1957.

## حياته
ولد في كييف في الإمبراطورية الروسية (حاليا أوكرانيا). درس في مسقط رأسه حتى عام 1919. وانتقلت عائلته إلى ألمانيا. وحصل على درجة علمية في علم اللغات السامية من جامعة برلين في عام 1930.

## المهنة الأكاديمية
عمل شيرمان في معهد شوكن لدراسات الشعر العبري القروسطي في عام 1930. وهاجر إلى فلسطين تحت الانتداب عام 1934، حين تم نقل المعهد هناك.
وبدأ إلقاء المحاضرات في عام 1942 في الجامعة العبرية في القدس، وأصبح أستاذا هناك في عام 1954. وواصل شيرمان عمله في الجامعة حتى عام 1968. ومات في باريس عام 1981.
كان شيرمان عازف كمان. ونشر مقالات حول الموسيقى، وتنقل بين الموسيقى والأدب اليهودي في كتاباته الأدبية.

## كتبه
- الترجمة العبرية لمقامات الحريري – 1930

- أنطولوجيا الشعر العبري في إيطاليا – 1934

- الشعر العبري في إسبانيا وبروفانس – 1954 و1956

- تاريخ الشعر العبري في إسبانيا الإسلامية – 1885

- تاريخ الشعر العبري في إسبانيا وجنوب فرنسا المسيحيتين – 1997

## جوائز
- حصل على جائزة إسرائيل في مجال الدراسات اليهودية في عام 1957.[5]